# Pawieł Graczow
Pawieł Siergiejewicz Graczow, ros. Павел Сергеевич Грачёв (ur. 1 stycznia 1948 we wsi Rwy, zm. 23 września 2012 w Krasnogorsku w obwodzie moskiewskim) – radziecki i rosyjski dowódca wojskowy, generał armii (pierwszy w historii Rosji), minister obrony FR (1992–1996), Bohater Związku Radzieckiego (1988).

## Życiorys

### Początki służby
Po ukończeniu szkoły średniej w 1964, rozpoczął służbę wojskową wstępując w 1965 do Riazańskiej Wyższej Szkoły Dowódczej Wojsk Powietrznodesantowych. Uczelnię ukończył w 1969 z wyróżnieniem w specjalnościach: „dowódca wojsk powietrznodesantowych” i „referent-tłumacz języka niemieckiego”. W latach 1969–1971 służył jako dowódca plutonu rozpoznawczego w 7 Gwardyjskiej Dywizji Powietrznodesantowej w Kownie. 1971–1975 – dowódca plutonu (do 1972), a następnie kompanii kursantów w macierzystej Riazańskiej Wyższej Szkole Dowódców Wojsk Powietrznodesantowych. 1975–1978 – dowódca szkoleniowego batalionu, a następnie szkoleniowej dywizji powietrznodesantowej. 1978–1981 – słuchacz Akademii Wojskowej im. Michaiła Frunzego w Moskwie (którą ukończył z wyróżnieniem). 1983–1985 – szef sztabu i zastępca dowódcy 7 Gwardyjskiej Dywizji Powietrznodesantowej w Kownie.

### Wojna w Afganistanie
Od 1981 służył w Ograniczonym Kontyngencie Wojsk Radzieckich w Afganistanie; w latach 1981–1982 zastępca dowódcy, a w latach 1982–1983 – dowódca 345 wydzielonego pułku powietrznodesantowego. W latach 1985–1987 ponownie służył w Afganistanie jako dowódca 103 Gwardyjskiej Dywizji Powietrznodesantowej; brał udział w operacji „Magistrala” (1987). W sumie przesłużył w Afganistanie 5 lat i 3 miesiące. W 1988 za „wykonywanie zadań bojowych przy minimalnych stratach w ludziach” otrzymał tytuł Bohatera Związku Radzieckiego.

### Pucz Janajewa
Po opuszczeniu Afganistanu studiował w latach 1988–1990 w Akademii Sztabu Generalnego im. Woroszyłowa w Moskwie. W grudniu 1990 został dowódcą wojsk powietrznodesantowych ZSRR. W czasie puczu Janajewa 20 sierpnia 1991, początkowo wykonywał rozkazy puczystów – wprowadził do Moskwy 106 Dywizję Powietrznodesantową, obsadził jej żołnierzami strategiczne budynki, przygotowywał szturm „Białego Domu”. Jednak już pod koniec pierwszego dnia przewrotu wypowiedział się przeciwko siłowemu spacyfikowaniu parlamentu, podjął rozmowy z ugrupowaniem Borysa Jelcyna i jeszcze tego samego dnia, wydał rozkaz ochrony gmachu parlamentu przez podległe sobie oddziały. Postawa ta, mająca w dużym stopniu wpływ na niepowodzenie przewrotu, zadecydowała o jego dalszej karierze, jaka się dokonała w ciągu następnych kilku lat. Już trzy dni później (23 sierpnia 1991) został przez Jelcyna mianowany generałem pułkownikiem i I zastępcą ministra obrony RFSRR oraz przewodniczącym Państwowego Komitetu RFSRR ds Obrony. Funkcję wiceministra obrony pełnił zaledwie przez kilka miesięcy (do grudnia 1991). W styczniu 1992 został I zastępcą naczelnego dowódcy Połączonych Sił Zbrojnych WNP. W kwietniu 1992 ponownie został rosyjskim wiceministrem obrony (I zastępca), ale tym razem już Federacji Rosyjskiej.

### Minister obrony
W maju 1992 został p.o., a następnie ministrem obrony FR i pierwszym w historii Rosji generałem armii. Graczow jawił się w tym okresie jako przeciwnik wycofania wojsk rosyjskich rozlokowanych poza granicami FR (głównie z krajów bałtyckich, Zakaukazia i Azji Środkowej). Deklarował się jako stronnik odpolitycznienia armii, ograniczenia jej liczebności i uzawodowienia. Przede wszystkim jednak, zyskiwał sobie coraz większe zaufanie i wpływ na samego Jelcyna. W czasie kryzysu konstytucyjnego w Rosji lat 1992–1993 był niewzruszonym stronnikiem wykazującego coraz bardziej dyktatorskie zapędy Jelcyna. Z tego powodu zbuntowany parlament ogłosił jego następcą Władisława Aczałowa, którego po zdławieniu puczu osadzono w więzieniu. Wielokrotnie deklarował, że armia popiera prezydenta i dał temu wyraz w czasie krwawej rozprawy Jelcyna z opozycją w październiku 1993, wzywając do Moskwy oddziały wojskowe i wydając rozkaz szturmu „Białego Domu”. Czołgi i śmigłowce szturmowe, dosłownie „rozstrzelały” budynek. Wdzięczny Jelcyn, miesiąc później (w listopadzie 1993) mianował go członkiem Rady Bezpieczeństwa FR i odznaczył Orderem za Odwagę Osobistą. W listopadzie 1994 mianował go członkiem kierownictwa grupy do spraw zaprowadzenia konstytucyjnego porządku i rozbrojenia grup bandyckich w Czeczenii. Pomiędzy grudniem 1994 a styczniem 1995 ze sztabu w Mozdoku Graczow osobiście dowodził działaniami armii rosyjskiej w republice Czeczenia. Po niepowodzeniu kilku ataków na Grozny powrócił do Moskwy. Od tego momentu, wraz z kolejnymi niepowodzeniami rosyjskimi w zbuntowanej republice, był coraz bardziej krytykowany. Zarzucano mu nieudolność i obwiniano o doprowadzenie do niepotrzebnego i wyczerpującego konfliktu. Zdymisjonowany w czerwcu 1996, po opanowaniu Groznego przez oddziały czeczeńskie. W czasie prezydenckiej kampanii wyborczej Jelcyna, jedna z najbardziej niepopularnych osobistości w kraju. Jako lider „partii wojny” w ścisłym kręgu doradców Jelcyna, był i jest uważany za głównego sprawcę wybuchu I wojny czeczeńskiej.
Z osobą Graczowa – w okresie, gdy pełnił funkcję ministra obrony – związanych było kilka głośnych afer. W pierwszej połowie lat 90. był oskarżany w prasie o prywatyzację ze szkodą dla ministerstwa obrony willi będących własnością resortu, nielegalną sprzedaż broni do Jugosławii oraz ogólnie o korupcję. Autor tych artykułów zamieszczanych w „Moskowskij Komsomolec” Dmitrij Chołodow został zamordowany w październiku 1994. Śledztwo doprowadziło w stan oskarżenia grupę byłych oficerów wojsk powietrznodesantowych z płk. Popowskim na czele. Podejrzanym o współudział był także sam Graczow, jednak ostatecznie Sąd Wojskowy Okręgu Moskiewskiego wszystkich uniewinnił.

### Po dymisji
Do jesieni 1997 znajdował się w dyspozycji zwierzchnika sił zbrojnych FR (tj. prezydenta), wciąż pozostając generałem armii służby czynnej. W październiku 1997 Jelcyn, specjalnym dekretem mianował go doradcą naczelnego dyrektora „Roswoorużenije” (od 1998 – „Rosoboroneksport”) – państwowego przedsiębiorstwa zajmującego się eksportem rosyjskiej broni. Funkcję tę zajmował przez kolejne 10 lat, do stycznia 2007, kiedy to został z niej zwolniony na własną prośbę. Wciąż formalnie służąc w armii, został oddany do dyspozycji ministra obrony FR. Dzień po śmierci Borysa Jelcyna (24 kwietnia 2007) został zwolniony ze służby (po 42 latach) i przeniesiony do rezerwy.

### W rezerwie
W czerwcu 2007 moskiewski dziennik Gazieta doniósł, że Graczow objął funkcję szefa grupy doradców naczelnego dyrektora omskiej Wytwórni Radioodbiorników im. A. Popowa.
Pochowany na cmentarzu Nowodziewiczym.

## Życie prywatne
Jego żoną była Lubow Aleksiejewna. Miał dwóch synów – Siergieja (ur. 1970), oficera ros. wojsk powietrznodesantowych i Walerego (ur. 1975), pracownika służb specjalnych FR.
Był kibicem piłki nożnej i siatkówki. Jeszcze będąc w szkole oficerskiej, w 1968 został mistrzem sportu ZSRR w biegach narciarskich.